# Callicoma serratifolia
Callicoma serratifolia là một loài thực vật có hoa trong họ Cunoniaceae. Loài này được Andrews mô tả khoa học đầu tiên năm 1809.